# Their Quiet Honeymoon
Their Quiet Honeymoon è un cortometraggio muto del 1915 diretto da Al Christie e interpretato da Betty Compson al suo secondo film.

## Produzione
Il film fu prodotto dalla Nestor Film Company.

## Distribuzione
Distribuito dalla Universal Film Manufacturing Company, il film uscì nelle sale cinematografiche USA il 6 dicembre 1915.